# Charles-Alexis Baur
Pour les articles homonymes, voir Baur.
Charles-Alexis Baur est un harpiste, pianiste et compositeur français né à Tours en 1789 et mort à Londres le 22 octobre 1836. 

## Biographie
Charles-Alexis Baur naît à Tours en 1789,. Il est le petit-fils du harpiste et compositeur Jean Baur et le fils du harpiste et compositeur Barthélemy Baur,,.
Il commence l'apprentissage de la musique sous la houlette de ses parents, puis se perfectionne à Paris auprès de François-Joseph Naderman en 1805,,.
En 1825, Baur s'installe à Londres, où il s'établit comme professeur de harpe et de piano,.
Comme compositeur, il est l'auteur de plusieurs œuvres pour son instrument, dont six sonates pour harpe, des duos pour harpe et piano et pour harpe et flûte, un recueil d'ariettes pour harpe ainsi qu'un arrangement pour harpe de La Caravane du Caire de Grétry, notamment,.
Charles-Alexis Baur meurt à Londres le 22 octobre 1836.